# Howard (métro de Chicago)
Pour les articles homonymes, voir Howard.
Howard est une station du métro de Chicago qui se trouve à l’extrémité nord de la ville et sert de terminus et de dépôt aux rames des lignes jaune, rouge et mauve.

## Description
La station est située dans le quartier de Rogers Park à la limite nord de la ville et porte le nom de la rue (Howard Street) qui est la frontière entre Chicago et Evanston. Un parking de dissuasion de 634 places est à disposition des navetteurs en direction du Loop. 
Le dépôt d’Howard (Howard Yard) se trouve entre les voies de passage des lignes rouge et mauve et peuvent accueillir 310 rames.
La station est ouverte en 1908 avant d’être reconstruite en 1921 pour permettre le passage de nouvelles voies.
Depuis 2007, la station Howard a subi de nombreux changements, c’est aujourd’hui une des stations les plus modernes du réseau et elle est complètement accessible aux personnes à mobilité réduite.
1.929.125 passagers l'ont utilisée en 2008.

## Howard Yard

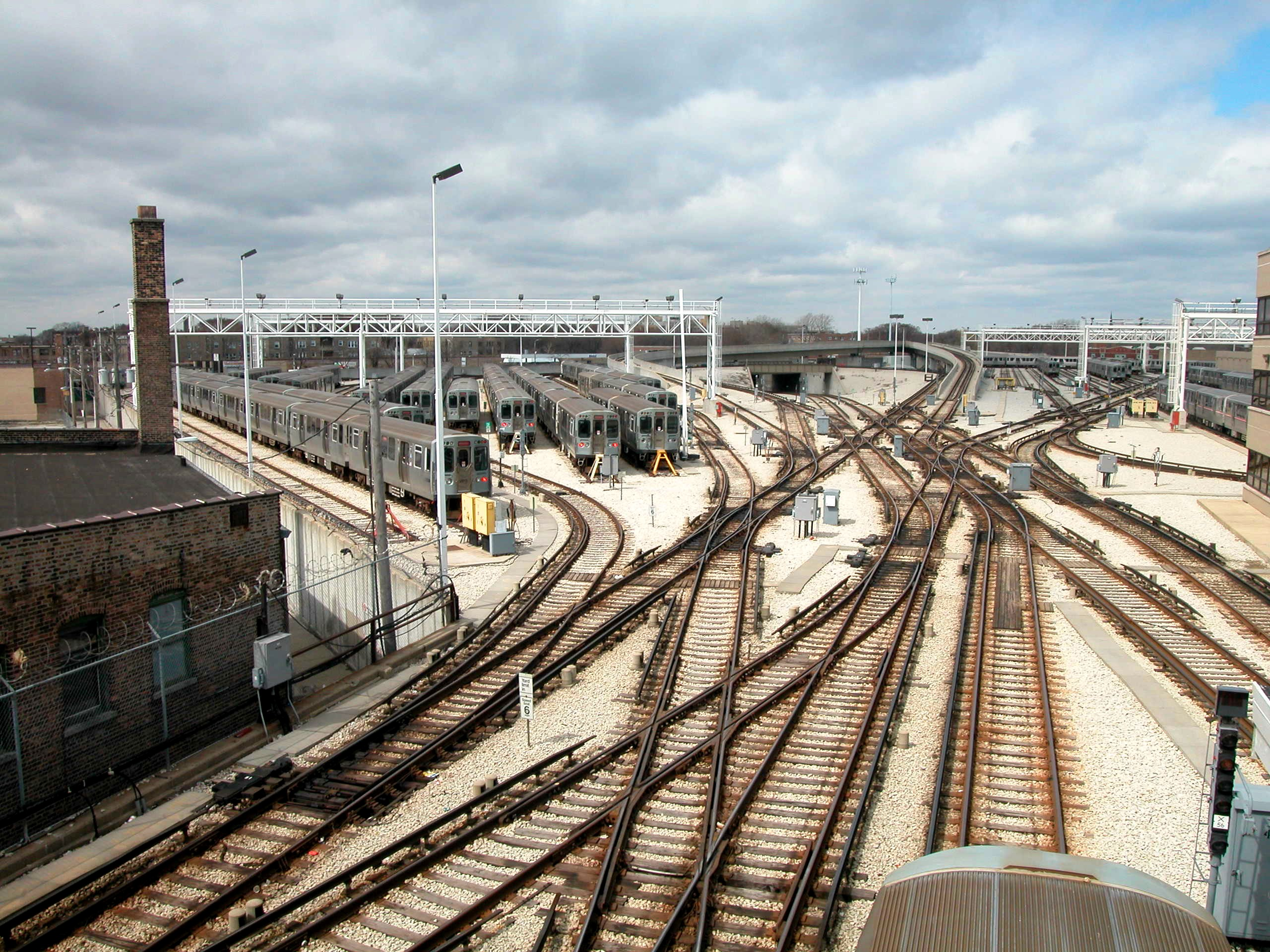
Vue générale du dépôt de Howard.

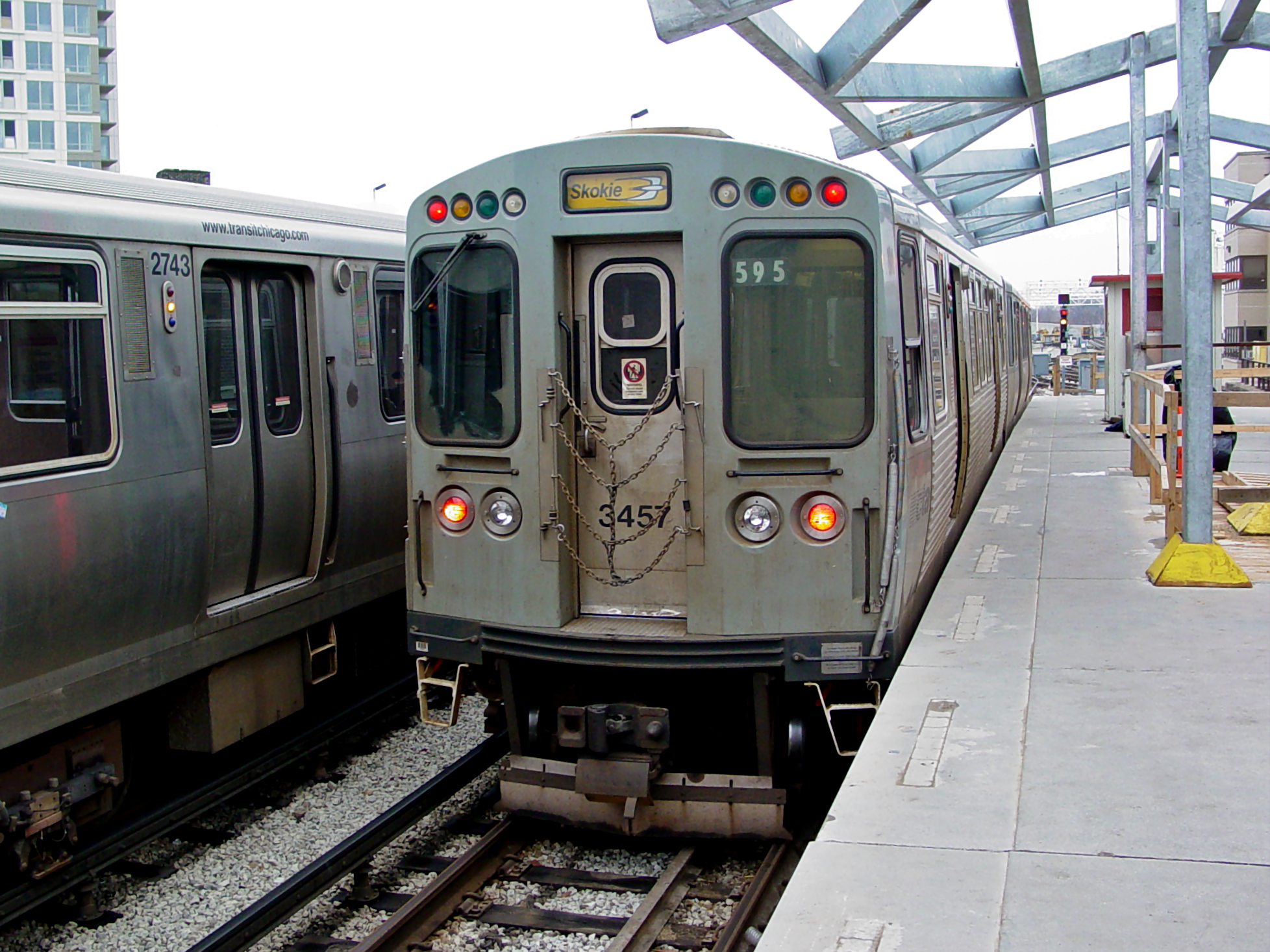
Une rame de la ligne jaune à la station Howard.

L'origine du dépôt de Howard remonte au 16 mai 1908 et à l'ouverture de la Evanston Division Elevated Railroad par la Northwestern Elevated (l'actuelle ligne mauve). Lors de la construction de la ligne, une petite cour de stockage fut prévue afin de ranger les rames et de permettre le demi-tour vers le nord (au lieu de continuer vers le centre-ville). 
En 1910, les voies existantes de la Evanston Division Elevated Railroad ont été surélevées progressivement. En 1914, les travaux entre Howard et Wilson furent interrompus à cause du manque de main d'œuvre et de matériaux dû à la Première Guerre mondiale avant de se terminer finalement en 1919. Ces travaux permirent une plus grande capacité de stockage des rames et un demi-tour plus fluide (La majorité des rames continuaient du centre ville jusque Linden faute de pouvoir faire demi-tour). 
Plus qu'un simple entrepôt, Howard sert de garage d'entretien et de réparation des rames dès 1925 grâce à la construction du Niles Center entre Howard Street et Dempster Street. 
Pourtant, malgré son expansion, le dépôt de Howard était de qualité modeste. Les fosses de réparation se trouvaient uniquement sur les pistes sud sans abri ce qui imposait aux mécaniciens une chaleur insupportable en été et un froid polaire en hiver. Le lavage des voitures se faisait, quand le temps le permettait, à l'extérieur et à la main, en utilisant une brosse à long manche. 
Après 1947 et la prise de pouvoir de la Chicago Transit Authority, plusieurs changements ont eu lieu à Howard Yard. La voie de garage courbe au coin nord-ouest de la cour a été étendue en sous les voies de la Evanston Branch afin de retourner vers Howard. Le "Howard Loop Track", inauguré le 10 février 1950, permit aux rames de faire demi-tour encore plus facilement déchargeant leur passagers sur le quai vers le nord et embarquant les passagers vers le centre ville sur l’autre. 
En 1974, la construction d’un bâtiment complet d’entretien et de réparation permit de réutiliser les autres voies pour le stockage uniquement. 
En 1991, lors des prémices de la grande réorganisation du réseau, il fut décidé de redessiner les voiries afin de faire face à l’augmentation du passage de rames. 
Le 27 août 1992, la capacité de stockage du dépôt de ouest de Howard passa de 84 à 120 rames tandis que dans le dépôt nord de Howard peut accueillir 190 rames depuis le 15 janvier 1994 portant la capacité totale à 310 voitures.

## Dessertes
| Nord/Ouest                         |  |                                       |  | Sud/Est                           |
| ---------------------------------- |  | ------------------------------------- |  | --------------------------------- |
| South Boulevard vers Linden        |  | ligne mauve (heures creuses) terminus |  |                                   |
| South Boulevard vers Linden        |  | ligne mauve (heures de pointe) (d)    |  | Wilson vers Linden via Clark/Lake |
|                                    |  | ligne rouge terminus                  |  | Jarvis vers 95th/Dan Ryan         |
| Oakton-Skokie vers Dempster-Skokie |  | ligne jaune terminus                  |  |                                   |
| modifier sur Wikidata              |  |                                       |  |                                   |

## Correspondances
Avec les bus de la Chicago Transit Authority :
- #22 Clark
- #N22 Clark (Owl Service)
- #97 Skokie
- #147 Outer Drive Express
- #151 Sheridan (Sunday Morning & Evening Only)
- #201 Central/Ridge
- #N201 Central/Sherman (Owl Service)
- #205 Chicago/Golf
- #206 Evanston Circulator